# Jorge Orta
Jorge Orta Núñez (Mazatlán Sinaloa; 26 de noviembre de 1950) conocido como “Charolito Orta”, es un exbeisbolista mexicano que pasó de la Liga Norte de Sonora a las Grandes Ligas sin pasar por ligas menores. Jugó 16 temporadas en las Grandes Ligas de Béisbol (MLB) de 1972 a 1987 para los Medias Blancas de Chicago, los Indios de Cleveland, Dodgers de Los Ángeles, Azulejos de Toronto y Reales de Kansas City. Jugó segunda base y jardinero. Bateaba con la izquierda y tiraba con la derecha. Es el mexicano número 22 en llegar a las grandes ligas.
Jugó para 1755 juegos, con un promedio de bateo de 0,278 (1619 de 5829) con 733 carreras, 267 dobles, 63 triples, 130 jonrones, 745 carreras impulsadas, 79 bases robadas, 500 bases por bolas, 0,334 en porcentaje base y porcentaje de slugging de 0,412. Terminó su carrera con un porcentaje de fildeo de 0,973. En 8 juegos de postemporada, bateó solo 0,111 (2 de 18) con 1 carrera, 1 triple y 1 RBI.

## Liga Norte de Sonora
Surgió de la organización de los Algodoneros de San Luis Río Colorado en Sonora, que era una sucursal de los Charros de Jalisco. Jugaba como segunda base y jardinero.

## Grandes Ligas
El sinaloense fue contratado por Medias Blancas de Chicago en 1972, de la organización de los Charros de Jalisco quien tenían firmado un convenio.
- Medias Blancas de Chicago (1972-1979)
- Indios de Cleveland (1980-1981)
- Dodgers de Los Ángeles (1982)
- Azulejos de Toronto (1983)
- Reales de Kansas City (1984-1987)

## Medias Blancas de Chicago
Orta firmó con los Medias Blancas de Chicago cuando estaba en la Liga Norte de Sonora, México, debutó el 15 de abril de 1972, sin jugar primero en las ligas menores. Bateó 0,211 hasta mediados de mayo, perdiendo su puesto de titular ante Rich Morales, antes de ser enviado a los Knoxville Sox de la Liga Sur. Después de batear 0,316 con siete jonrones en Knoxville, regresó a Chicago. Su segundo jonrón en las Grandes Ligas fue un ganador de un juego de entradas extra el 19 de septiembre contra los Atléticos de Oakland. 
Orta fue trasladado a la segunda base para la temporada de 1973 después de batear más de 0,500 en los entrenamientos de primavera. Bateó para 0,266 y empató en el segundo lugar de la Liga Americana (AL) con dieciocho errores entre los intermedistas.
Orta comenzó la temporada de 1974 bateando en la parte inferior de la alineación de los White Sox, pero ascendió al puesto número dos en el orden de bateo con el manejador Chuck Tanner y bateó 0,411 con 23 carreras anotadas en el mes de junio. 
Bateó 0,516 con cuatro jonrones del 17 al 23 de junio para ganar los honores de Jugador de la Semana de la Liga Americana.
Durante la temporada, su promedio de bateo de 0,316 fue superado solo por Rod Carew en la Liga Americana.
Para la temporada de 1975, Orta bateó 0,296 con cuatro jonrones y 46 carreras impulsadas en la primera mitad para ser incluido en el Equipo de Estrellas de la Liga Americana.
El entrenador de Chicago, Paul Richards, optó por usar al "Charolito" Orta en la tercera base. Orta demostró ser un pobre tercera base, y finalmente fue movido a los jardines. Los Medias Blancas casi llegan a cien derrotas en 1976. Orta bateó 0,274 con catorce jonrones, el máximo de su carrera, y anotó 74 carreras, el máximo de su carrera.
Orta volvió a la segunda base con el manejador Bob Lemon en 1977. Los Medias Blancas ganaron noventa juegos para terminar terceros en la Liga Americana Oeste. 
Orta, inició en la alineación de bateo como tercero, y terminó en segundo con 84 carreras impulsadas, el máximo de su carrera. Permaneció en el segundo lugar en 1978, pero el nuevo jugador-gerente Don Kessinger colocó a Orta como bateador designado en 1979, y Orta tuvo problemas ese puesto, acumulando un promedio de bateo de 0,212, tres jonrones y 21 carreras impulsadas hasta el 27 de junio. Orta regresó a la segunda base a mediados de julio y bateó 0,313 con siete jonrones y 22 carreras impulsadas el resto del camino.

## Indios de Cleveland
Orta firmó un contrato de cinco años con los Indios de Cleveland, después de la temporada 1979. Orta se convirtió en este equipo en jardinero derecho de tiempo completo y pronto emergió como uno de los mejores jardineros derechos de la liga. 
Mantuvo un porcentaje de fildeo de 0,987 en sus dos temporadas en Cleveland, y sus once asistencias en 1981 empató en el segundo lugar entre los jardineros de la Liga Americana.
El 15 de junio de 1980, empató un récord de la Liga Americana por la mayor cantidad de hits en un juego con seis. La hazaña elevó su promedio de temporada a 0,339, y probablemente jugó un papel importante en su nombramiento como único representante de Cleveland en el Juego de Estrellas de las Grandes Ligas de Béisbol de 1980.
Jugó 1980 y 1981 con Cleveland. Orta fue convertido en moneda de cambio comercial en las reuniones de invierno de 1981. El 9 de diciembre, él y dos jugadores de ligas menores fueron enviados a Los Dodgers de Los Ángeles.

## Dodgers de Los Ángeles
Estuvo sólo una temporada la de 1982. Jorge se encontró en un rol de reserva bateador emergente, y bateó solo 0,150 con un jonrón y cinco carreras impulsadas. De vez en cuando le daba a Pedro Guerrero un día libre en el jardín derecho y bateaba para 0,291 en ese rol. Fue intercambiado a los Mets de Nueva York por el lanzador Pat Zachry. 

## Azulejos de Toronto
Los Mets inmediatamente lo cambiaron a los Azulejos de Toronto por el lanzador Steve Senteney. Otra vez fue utilizado como bateador designado por los Azulejos, aunque ocasionalmente sustituyó a Jesse Barfield en el derecho. Después de la temporada de 1983, fue cambiado a los Kansas City Royals por Willie Aikens.

## Reales de Kansas City
Los Reales obtuvieron un promedio de bateo de 0,305, diez jonrones y 81 carreras impulsadas de su Posición de DH para la temporada. Orta también jugó algo en los jardines, bateando 0,310 con tres jonrones y quince carreras impulsadas en ese rol. Los Reales ganaron la división. El 20 de septiembre el receptor de los Angelinos, Bob Boone, acusó a Orta de usar un bate con corcho después de su primer turno al bate del juego. El bate fue confiscado por el árbitro Jim McKean, y la acusación resultó ser infructuosa. Orta abrió el quinto con un sencillo con un bate diferente. El primer viaje de Orta a la postemporada no salió tan bien como esperaba. Los Reales fueron barridos por los Tigres de Detroit en la Serie de Campeonato de la Liga Americana de 1984. Orta se fue uno de diez con un triple y una impulsada. Los Reales se quedaron con el pelotón de McRae y Orta como designados en 1985. El promedio de bateo de la posición de bateador designado se redujo a 0,256, conectaron diecinueve jonrones mientras impulsaban 114 carreras. La temporada de 1985 una vez más llegó al final entre los Reales y los Angelinos. Los Reales tuvieron una racha ganadora de ocho juegos a principios de septiembre para saltar al primer lugar en el Oeste de la Liga Americana por primera vez el 6 de septiembre. Obtuvieron el primer lugar definitivamente cuando ganaron tres de cuatro juegos con los Angelinos en Kansas City hacia el final de la temporada para dirigirse a la postemporada por segundo año consecutivo.

## Serie Mundial de 1985
Orta se mantuvo sin hits en cinco turnos al bate en la Serie de Campeonato de la Liga Americana de 1985 contra los Azulejos de Toronto. Disputaron el campeonato contra los Cardenales de San Luis. Orta apareció en los juegos uno y dos como bateador emergente, con dos elevados al jardín central en las dos veces. Los Reales perdieron los dos primeros juegos en Kansas City, pero sorprendentemente, ganaron dos de tres en San Luis para regresar a casa. El sexto juego fue un duelo de lanzadores, sin anotaciones durante siete entradas antes de que los Cardenales finalmente lograran una carrera en el octavo. Kansas City una victoria por 2-1. La victoria cambió el impulso de la Serie a los Reales, que ganaron la Serie la noche siguiente con la blanqueada 11-0. 

## Liga Mexicana del Pacífico
Jugó 11 temporadas en esta liga. Se inició con Mayos de Navojoa, continuó con Venados de Mazatlán en 1977 y finalizó siendo campeón con Águilas de Mexicali en la temporada 1987-1988 contra Potros de Tijuana. Sus números son: 442 juegos, 430 imparables y 57 cuadrangulares, con 0,281 y 190 carreras producidas y anotó 248. Su mejor temporada fue 1973-74, donde lideró el promedio de bateo, carreras anotadas y hits conectados.

## Premios y reconocimientos
- Fue el pelotero mexicano con más cuadrangulares en Grandes Ligas (130), que luego fue destronado por Vinicio Castilla llegando a 320
- Es el segundo mexicano en participar como ganador en una serie Mundial (1985) además de Horacio Piña (1973). Posteriormente 11 más lo han logrado.
- Jorge «Charolito» Orta y Adrián González son los únicos peloteros mexicanos han bateado de 6-6 en un encuentro de las Grandes Ligas.
- Jorge «Charolito» Orta, en su primera temporada completa (1973) en Grandes Ligas disparó 113 imparables, la cifra más alta para un mexicano en su año de debut.
- Fue incluido en el Salón de la Fama del Béisbol Profesional de México en 1996.[5]

## Jubilación
Orta se retiró en junio de 1987 de Reales de Kansas City. Obtuvo su jubilación de las Grandes Ligas debido a sus 15 años de participación y, su madre vive en Estados Unidos. Es entrenador de los Tomateros de Culiacán. 

## Vida personal
De padres cubanos nacido en Mazatlán y criado en Torreón. Su padre Pedro “Charol” Orta, o “don Pete”, fue beisbolista profesional y leyenda del béisbol cubano, que jugó con los Venados de Mazatlán y entrenador de Algodoneros de Unión Laguna en la Liga Mexicana de Béisbol.